# Irena Francová-Dohnálková
Irena Francová-Dohnálková, rozená Francová (* 4. ledna 1970) je česká skibobistka, československá (10 titulů z MS) i česká (15 titulů z MS) reprezentantka, celkem pětadvacetinásobná mistryně světa v jízdě na skibobech.
V roce 1992 se stala prvním skibobistou na světě, který vyhrál všechny disciplíny na MS najednou. Ještě v roce 2017 držela světové prvenství mezi ženami - 10 titulů ve slalomu a o pět titulů v obřím slalomu se dělila s Alenou Housovou. V roce 1999 si vzala si Helmuta Dohnálka, starostu Orlického Záhoří (později náměstka hejtmana Královéhradeckého kraje). Poté v lednu 2000 oznámila ukončení závodní kariéry, pět let se věnovala trenérství skibobistů a založila nadaci Bona Via. V roce 2015 získala ocenění Sportovec Rychnovska 2014 v kategorii Sportovní osobnost.